# Clasificación para el Campeonato de Naciones de la Concacaf de 1965
La Clasificación para el Campeonato de Naciones de la Concacaf de 1965 fue el torneo que determinó a los clasificados a la Campeonato de Naciones de la Concacaf de 1965 a realizarse en Guatemala.
Guatemala (anfitrión) y Costa Rica (campeón) clasificaron automáticamente. Para los cuatro restantes lugares, se anunciaron tres zonas regionales: la Zona de Norteamérica (México y Estados Unidos, una a clasificar), la Zona de Centroamérica (El Salvador (anfitrión), Honduras, Nicaragua y Panamá, uno para calificar) y la Zona del Caribe (Cuba, República Dominicana, Antillas Neerlandesas, Haití, Jamaica (anfitrión) y Trinidad y Tobago, dos para clasificar).
Unos meses antes del evento, la Concacaf revisó las fechas del torneo final en Guatemala, adelantando el torneo un mes. Esto dejó muy poco tiempo para acomodar las rondas clasificatorias en el calendario que ya estaba ocupado con la clasificación para la Copa Mundial en el mismo período.

## Zona de Norteamérica
| Equipo 1 | Agr. | Equipo 2       | Ida | Vuelta |
| -------- | ---- | -------------- | --- | ------ |
| México   | w.o. | Estados Unidos | -   | -      |

## Zona de Centroamérica
Fue disputada en San Salvador bajo forma de triangular en el cual jugaron El Salvador, Nicaragua y Honduras, clasificándose el local al torneo.
| Equipo      | Pts.   | PJ     | PG     | PE     | PP     | GF     | GC     | Dif    |
| ----------- | ------ | ------ | ------ | ------ | ------ | ------ | ------ | ------ |
| El Salvador | 4      | 2      | 2      | 0      | 0      | 7      | 1      | 6      |
| Nicaragua   | 2      | 2      | 1      | 0      | 1      | 2      | 4      | 2      |
| Honduras    | 0      | 2      | 0      | 0      | 2      | 1      | 5      | 4      |
| Panamá      | Retiro | Retiro | Retiro | Retiro | Retiro | Retiro | Retiro | Retiro |

| 7 de marzo de 1965 | El Salvador                        | 4:0 (0:0) | Nicaragua | Estadio Flor Blanca, San Salvador |                            |
|                    | González 51' 69' 84' · Barraza 60' |           |           | Árbitro(s): Rómulo Estrada        | Árbitro(s): Rómulo Estrada |

| 11 de marzo de 1965 | Nicaragua               | 2:0 (1:0) | Honduras | Estadio Flor Blanca, San Salvador |                           |
|                     | Jirón 36' · Barrios 87' |           |          | Árbitro(s): Julio Arriaga         | Árbitro(s): Julio Arriaga |

| 14 de marzo de 1965 | El Salvador                          | 3:1 (1:0) | Honduras     | Estadio Flor Blanca, San Salvador |                              |
|                     | Monge 33' · Méndez 48' · Liévano 90' |           | Castillo 84' | Árbitro(s): Juan José Corado      | Árbitro(s): Juan José Corado |

## Zona del Caribe
En enero, varios delegados de países del Caribe se reunieron en Jamaica durante los partidos clasificatorios para la Copa Mundial celebrados allí y envió un cablegrama al comité ejecutivo de la Concacaf que decía:
- México y los Estados Unidos deberían agregarse a la Zona Centroamericana, con los dos primeros países de esa zona para clasificar, a fin de que todo el proceso clasificatorio se lleve a cabo ser más equilibrado.
- El torneo final en Guatemala se aplazaría a las fechas originales (25 de abril hasta el 9 de mayo) para que hubiera tiempo suficiente para jugar las zonas de clasificación.

Concacaf no respondió a esta propuesta, rechazándola implícitamente, por lo que Jamaica, Trinidad y Tobago y la República Dominicana se retiraron. Los equipos restantes (Haití, Cuba y las Antillas Neerlandesas) debían jugará un triangular en Curazao a partir del 14 de marzo, pero unos días antes se anunció por los anfitriones guatemaltecos que no se emitirían visas a los cubanos y que efectivamente Cuba quedaría excluida de participar en la fase final.
En vista de esto, la Concacaf decidió que Cuba tampoco debía participar en la clasificación y así pues, Haití y las Antillas Neerlandesas quedaron clasificados por defecto.
| Equipo                | Pts.     | PJ       | PG       | PE       | PP       | GF       | GC       | Dif      |
| --------------------- | -------- | -------- | -------- | -------- | -------- | -------- | -------- | -------- |
| Antillas Neerlandesas | Califica | Califica | Califica | Califica | Califica | Califica | Califica | Califica |
| Haití                 | Califica | Califica | Califica | Califica | Califica | Califica | Califica | Califica |
| Cuba                  | Retiro   | Retiro   | Retiro   | Retiro   | Retiro   | Retiro   | Retiro   | Retiro   |
| Jamaica               | Retiro   | Retiro   | Retiro   | Retiro   | Retiro   | Retiro   | Retiro   | Retiro   |
| Trinidad y Tobago     | Retiro   | Retiro   | Retiro   | Retiro   | Retiro   | Retiro   | Retiro   | Retiro   |
| República Dominicana  | Retiro   | Retiro   | Retiro   | Retiro   | Retiro   | Retiro   | Retiro   | Retiro   |

## Calificados para elCampeonato de Naciones de la Concacaf de 1965
| Bandera de México | Bandera de El Salvador | Bandera de Antillas Neerlandesas | Bandera de Haití |
| México            | El Salvador            | Antillas Neerlandesas            | Haití            |